# وتو

رئیس‌جمهور ایالات متحده بیل کلینتون در سال ۱۹۹۳ قانون حق وتو را امضا کرد

وتو (به لاتین: Veto) واژه‌ای از زبان لاتین و به معنای «من منع می‌کنم» است. این واژه نخست در مجلس‌های دورهٔ امپراتوری روم باستان به‌کار می‌رفت.
اگر در یک نظام رای‌گیری نظر مخالف یک یا چند رای‌دهنده، فارغ از نتیجه شمارش آرا، بتواند نتیجه را ملغی کند، می‌گویند: «رای وتو شده‌است». این حالت به‌ویژه وقتی پیش می‌آید که بر پایهٔ آیین‌نامهٔ رای‌گیری نیاز به «توافق به اتفاق آرا» باشد. در این حالت هر یک از رای‌دهندگان حق وتو دارند؛ چون اگر رای مخالف دهند اتفاق آرا حاصل نمی‌شود و پیشنهاد به تصویب نمی‌رسد.
وتو یک قدرت قانونی برای توقف یکجانبه یک اقدام رسمی است. در معمول‌ترین حالت، یک رئیس‌جمهور یا پادشاه لایحه‌ای را وتو می‌کند تا از تبدیل شدن آن به قانون جلوگیری کند. در بسیاری از کشورها، حق وتو در قانون اساسی کشور مقرر شده‌است. اختیارات وتو نیز در سطوح دیگر حکومت، مانند دولت‌های ایالتی، استانی یا محلی و در نهادهای بین‌المللی وجود دارد.
از مشهورترین موارد وتو در دوران معاصر استفاده از حق وتو در شورای امنیت سازمان ملل متحد است.
کشورهایی که حق وتو دارند عبارت‌اند از: ایالات متحده آمریکا، روسیه، فرانسه، انگلستان و چین.
بر اساس منشور اساس سازمان ملل متحد، شورای امنیت دارای ۱۰ عضو غیر دائم و پنج عضو دائم است. اعضای دائم شورا دارای حق «وتو» هستند. از ابتدای تأسیس سازمان تا کنون، نسبت به این حق، نظریات متفاوتی اظهار شده و بیش تر این نظریات، مخالف این حق بوده‌اند. اکنون، که این مخالفت‌ها شدت یافته، برخی از کشورها مدعی استحقاق برخورداری از حق وتو هستند.
حق وتو ناشی از بند ۳ ماده ۲۷ منشور سازمان ملل متحد است که می‌گوید: تصمیمات شورای امنیت راجع به سایر مسائل مربوط به غیر آیین کار با رأی مثبت نُه عضو، که شامل آراء تمام اعضای دائم باشد، اتخاذ می‌گردد.
بر برخی از وتوها غالباً می‌توان با رأی اکثریت فوق‌العاده غلبه کرد: در ایالات متحده، رأی دو سوم مجلس نمایندگان و سنا می‌تواند وتوی ریاست جمهوری را نادیده بگیرد. با این حال، برخی از وتوها مطلق هستند و نمی‌توان آنها را نادیده گرفت. به عنوان مثال، در شورای امنیت سازمان ملل متحد، اعضای دائمی آن بر هر قطعنامه شورای امنیت حق وتوی مطلق دارند. در بسیاری از موارد، از حق وتو فقط می‌توان برای جلوگیری از تغییر وضعیت موجود استفاده کرد. اما برخی از اختیارات وتو شامل توانایی ایجاد یا پیشنهاد تغییرات نیز می‌شود. برای مثال، رئیس جمهور هند می‌تواند از وتوی اصلاحی برای پیشنهاد اصلاحیه‌هایی برای لوایح وتو شده استفاده کند.
داشتن قدرت اجرایی برای وتو کردن قانونگذاری یکی از ابزارهای اصلی است که قوه مجریه در فرایند قانونگذاری در کنار قوه مقننه در رابطه با پیشنهاد قانون دارد. این روش بیشتر در نظام‌های ریاست جمهوری و نیمه‌ریاستی یافت می‌شود. در نظام‌های پارلمانی، رئیس دولت غالباً یا دارای حق وتو ضعیفی است یا به کلی این حق را ندارد.  اما این در حالی است که برخی از نظام‌های سیاسی دارای حق وتوی رسمی نیستند، همه نظام‌های سیاسی شامل بازیگران، افراد یا گروه‌بندی‌هایی هستند که می‌توانند از قدرت اجتماعی و سیاسی برای جلوگیری از تغییر سیاست استفاده کنند.